# Pseudonapomyza atrata
Pseudonapomyza atrata är en tvåvingeart som först beskrevs av Malloch 1914.  Pseudonapomyza atrata ingår i släktet Pseudonapomyza och familjen minerarflugor. Inga underarter finns listade i Catalogue of Life.